# Muzeum im. Jana Kasprowicza w Inowrocławiu
Muzeum im. Jana Kasprowicza w Inowrocławiu – muzeum z siedzibą w Inowrocławiu. Placówka jest jednostką organizacyjną powiatu inowrocławskiego.

## Historia
Pierwsze placówki muzealne w Inowrocławiu zostały powołane jeszcze w dwudziestoleciu międzywojennym. W 1927 roku z inicjatywy Akademickiego Koła Kujawian przy Uniwersytecie Poznańskim W Szymborzu otwarta została izba muzealna, poświęcona Janowi Kasprowiczowi. Jej siedzibą był prywatny dom siostry Kasprowicza, Anny Rolirad. Natomiast w 1929 roku w budynku przy ul. Dworcowej 15 otwarto Muzeum Lotniczo-Gazowe, prowadzone przez Ligę Obrony Powietrznej i Przeciwgazowej.
W 1930 roku inowrocławski Zarząd Oddziału Polskiego Towarzystwa Krajoznawczego wystąpił z inicjatywą utworzenia Muzeum Regionalnego Kujaw Zachodnich. W 1931 roku na powołanie placówki wyraził zgodę wojewoda poznański, Roger Adam Raczyński. Opracowano statut muzeum, który przesłano do Ministerstwa Wyznań Religijnych i Oświecenia Publicznego, celem zatwierdzenia. Jednocześnie rozpoczęto gromadzenie eksponatów. Nowo utworzone muzeum miało być również placówką macierzystą dla Muzeum Lotniczo-Gazowego. Organizację placówki przerwał jednak wybuch II wojny światowej, w wyniku której utracono wiele zgromadzonych już eksponatów.
Do idei powołania muzeum powrócono po zakończeniu działań wojennych. W 1959 roku, uchwałą Prezydium Miejskiej Rady Narodowej w Inowrocławiu utworzono Muzeum Miejskie im. Jana Kasprowicza. Jego pierwszą siedzibą były sale Teatru Miejskiego przy Pl. Klasztornym 2. Otwarcie ekspozycji miało miejsc 22 lipca 1959 roku. W 1966 roku placówkę przemianowano na Muzeum im. Jana Kasprowicza. W latach 1969–1972 działalność muzeum została zawieszona ze względu na remont budynku. Po wznowieniu działalności, w latach 1976–1980 placówka działała jako oddział Muzeum Okręgowego w Bydgoszczy.

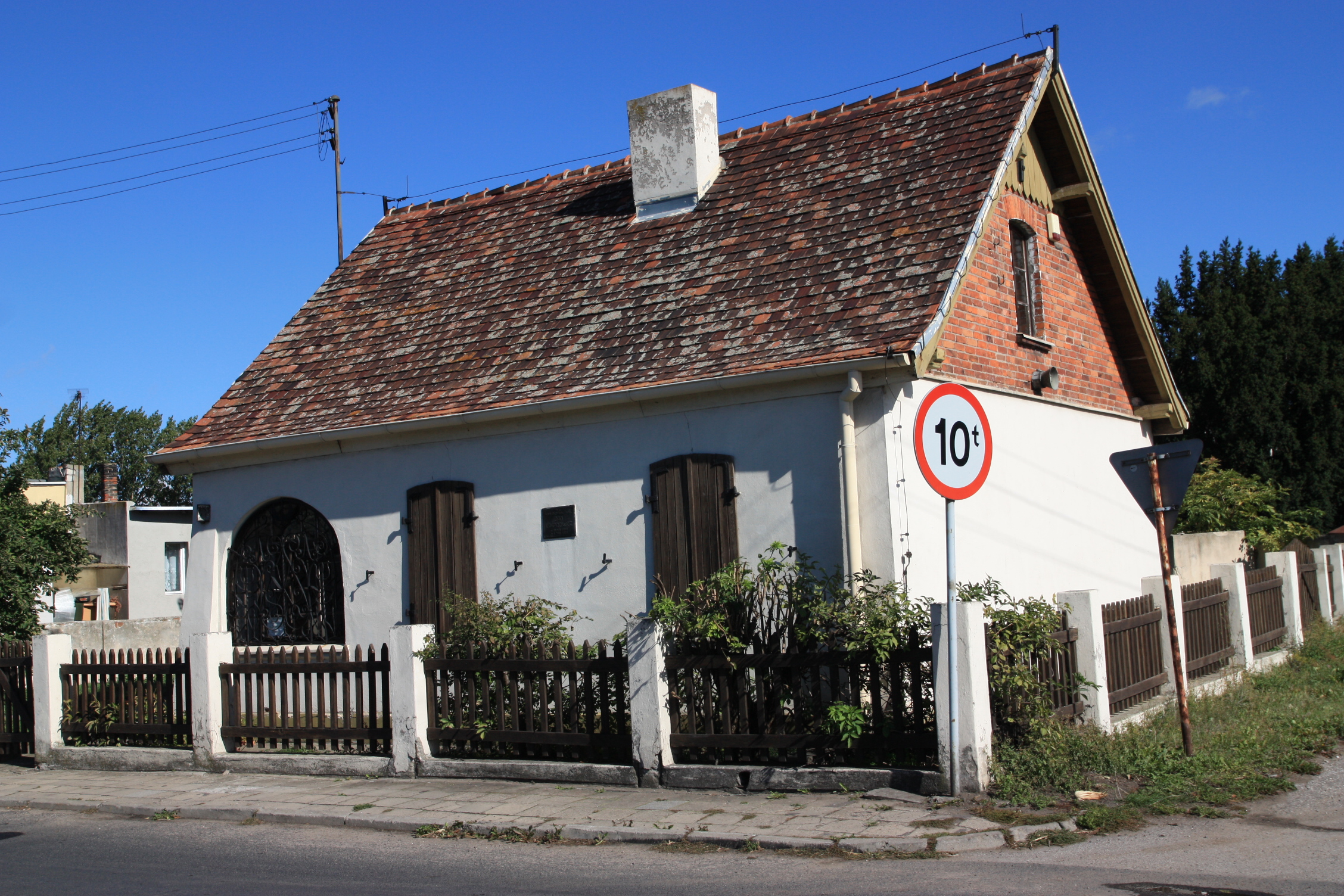
Dom Rodziny Jana Kasprowicza

W 1976 roku doprowadzono do wykupu z rąk prywatnych Domu Rodziny Jana Kasprowicza w Szymborzu przy ul. Wielkopolskiej 11, który stał się oddziałem muzeum. Natomiast w 1986 roku odkupiono od Zofii Skomorowskiej dawny pałac mieszczański z 1896 roku, położony przy ul. Solankowej 33. Obiekt ten, stanowiący własność muzeum od 1992 roku, stał się nową siedzibą główną muzeum. Przenoszenie zbiorów do gmachu zakończono w 2007 roku.
W 1987 roku do muzeum trafiły zbiory, dotyczące historii likwidowanej właśnie kopalni soli „Solno”.

## Wystawy
Aktualnie muzeum prezentuje następujące wystawy stałe:
- „Życie i twórczość Jana Kasprowicza”
- „Młodopolska legenda Stanisława Przybyszewskiego”,
- „Gabinet Stanisława Szenica”
- „Artystom Inowrocławskim Pro Memoria”
- „Miasto na soli – historia i kultura Inowrocławia od pradziejów do 1939 roku”
- Kopalnia Soli „Solno”.

Natomiast w Domu Rodziny Jana Kasprowicza prezentowane są autentyczne pamiątki rodzinne Kasprowiczów oraz ekspozycja etnograficzna.
Muzeum jest obiektem całorocznym, czynnym z wyjątkiem poniedziałków. Wstęp jest płatny.